# Paulo Adriano
Paulo Adriano (n. 3 martie 1977, Coimbra, Portugalia) este un fotbalist portughez care a jucat ultima oară la FC Anadia. În perioada 2007-2009 a jucat în România, la FC Brașov.